# Tanzaniops
Tanzaniops is een geslacht van haften (Ephemeroptera) uit de familie Baetidae.

## Soorten
Het geslacht Tanzaniops omvat de volgende soorten:
- Tanzaniops gorillora
- Tanzaniops lunamontana
- Tanzaniops spinosa